# Општина Богда (Тимиш)
Богда (рум. Bogda) општина је у Румунији у округу Тимиш.
Oпштина се налази на надморској висини од 228 m.